# The Rude Gesture: A Pictorial History
The Rude Gesture: A Pictorial History es el lanzamiento debut de la banda de post-hardcore, noise rock y math rock Shellac. Es un EP de siete pulgadas, con tres canciones. Se rumorea que la "mancha" marrón en la carátula era goma laca (shellac, en inglés) de verdad, pero en realidad es concentrado de cerveza de raíz.
El EP venía con un cuadernillo que listaba los micrófonos usados en la grabación, como por ejemplo "Lomo: 19a-19, 19a-13, 19a-9 (original Soviet tubes, for the prole sound)".

## Lista de canciones
1. "The Guy Who Invented Fire"
2. "Rambler Song"
3. "Billiard Player Song"

## Créditos
- Steve Albini: guitarra, voz
- Todd Trainer: batería
- Bob Weston: bajo (en "The Guy Who Invented Fire" y "Billiard Player Song")
- Camilo González: bajo (en "Rambler Song")